# تاكسي (سلسلة روايات)
تاكسي هي سلسلة روايات من إنتاج المؤسسة العربية الحديثة، وتتحدث السلسلة عن مغامرات مجنونة لسائق تاكسي غريب الأطوار

## أعداد السلسلة
1. الذين جاءوا
2. حديقة الجثث
3. مالاكان